# Mnium stygium
Mnium stygium là một loài Rêu trong họ Mniaceae. Loài này được (Sw.) Bruch & Schimp. mô tả khoa học đầu tiên năm 1838.